# 更年期
更年期（又稱為絕經期）是指女性生命中永遠不會再有月經的時期，同時也永久失去生育能力。更年期通常發生於45歲到55歲之間。多数女性在49-52岁之间进入更年期；更年期前期（Perimenopause）一般持续7年（有时可达14年），直至到达更年期完全绝经。醫學上通常認為女性若在一年內沒有任何月經來潮即為進入更年期 。更年期還可按照卵巢的女性荷爾蒙分泌能力下降判定。
對於子宮經由手術移除但仍保有卵巢的婦女而言，手術與荷尔蒙分泌水平降低均可視為更年期的起點。在子宮移除後，更年期徵候一般會提前發生，平均年齡大約是45歲。
更年期前，女性的生理週期常會變得不規律，即經期長短或血量會發生變化。這時女性常有持續潮熱感，一般會持續三十秒至十分鐘，並伴有身體發抖、流汗與皮膚發紅。這種潮熱感一般會在一至兩年後消失。其他症狀還包括陰道乾燥、睡眠障礙，以及情緒變化，但症狀輕重各異。儘管更年期被認為與患心血管疾病的機率增加有關，但其增加主要是因為年齡的增長而與更年期並無直接關聯。更年期後，一些女性患有的子宮內膜異位症或經痛會有所好轉。
更年期通常是一個正常的轉變。有吸菸的婦女更年期可能會更早到來 。其他更年期提前的原因包括了移除兩側卵巢的手術，或者是某些類型的化療 。從生理的角度來看，卵巢內的雌激素与孕激素的產量下降造成了更年期 。更年期可藉測量血液或尿液中賀爾蒙量確診 ，但通常不需要使用。更年期與女性初潮相反是代表月經的結束。
更年期一般不需要專門治療。但是某些徵候可透過治療改善。以熱潮紅來說，醫生常會建議患者戒煙、咖啡因以及酒精 。在涼爽或是有風扇設備的房間睡覺，則能增進睡眠品質 。针对更年期症状的激素替代療法（MHT）、可乐定、加巴喷丁或选择性5-羟色胺再摄取抑制剂可以帮助改善更年期症状。 。運動也能改善病人的失眠問題。荷爾蒙替代療法曾經被廣泛用於治療更年期症狀，鑒於其副作用，該療法目前只用於處理症狀嚴重的病例。现阶段尚没有高质量的证据证明替代疗法有较好的效果。。
香港醫院管理局在2009年進行的一項研究表示，婦女更年期的情緒症狀可以維持到60歲甚至更後，年長婦女由更年期開始出現脾氣暴躁將會正常化。

## 症狀和體徵

更年期的症狀

在要進入更年期前的初期，月經週期仍然是規則的，但其週期會開始拉長，而體內激素的濃度也會開始波動。可能會有一些月經週期不會排卵。
一般會用最後一次月經的時間作為更年期開始的時點。女性在要進入更年期時以及更年期後，可能會出現許多的症狀。

### 陰道及子宮

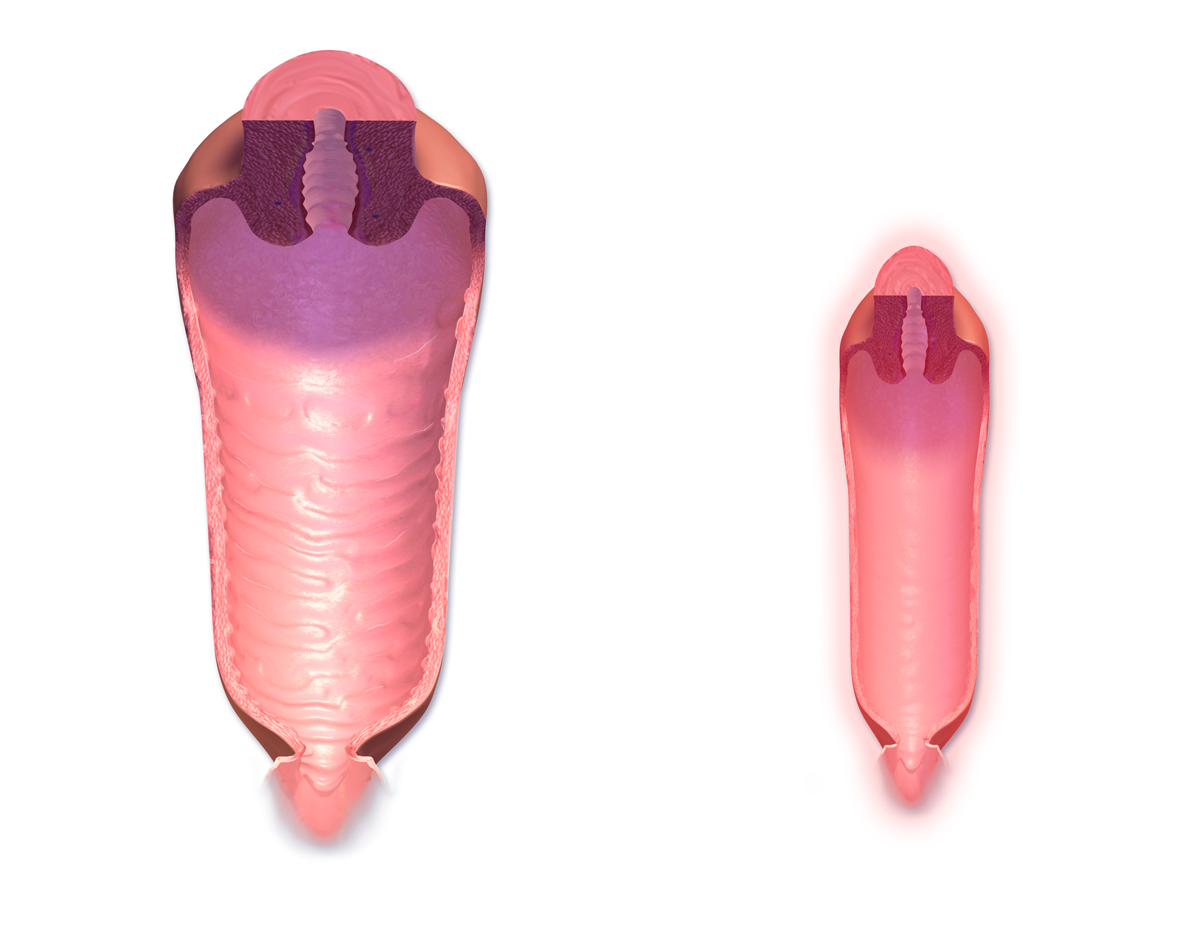
陰道腔，一般情形和更年期

在要進入更年期前，月經週期可能會出現較短的週期（較原來少2至7天），也有可能仍維持較長的週期。可能會有月經不規則的情形（量較少、較多、點狀出血）。女性在進入更年期時會伴隨體內激素的變化，因此常會有功能失调性子宫出血。點狀出血或異常流血可能只是和阴道萎缩、良性瘡（例如息肉或病變）有關，也有可能和功能性子宫内膜反应有關。歐洲女性和男性更年期協會，已发布了用子宫内膜评估更年性的指南，这多半也是點狀出血或異常流血的主要来源。
不過在更年期後，任何生殖器官的出血都需要進一步的檢查，以確認排除惡性疾病的可能性。
要進入更年期時會出現，並且可能會持續到更年期後的症狀如下：
- 性交疼痛[17]
- 陰道乾燥[17]
- 萎缩性阴道炎：陰戶、陰道、子宮頸以及外泌尿道組織的變薄，伴隨著外生殖器及內生殖器體積的收縮以及彈性的減退。

### 其他生理症狀
其他更年期的生理症狀包括沒有活力、关节痛、關節僵硬、背痛、乳房腫大、乳房疼痛、心悸、頭痛、頭暈、 有刺痛感、體重增加、尿失禁、尿急癥、睡眠中斷、盜汗（夜间出汗）、潮熱。

### 心理症狀
心理症狀包括焦慮、
失憶症、無法專心、心情抑鬱、易怒、心情摆荡、性冲动減退。

### 長期的症狀
更年期會造成：
- 可能會使动脉粥样硬化的風險提高，但此一議點仍有爭議[24]。心肌梗塞及心血管疾病的風險在停經期後迅速上昇，但可以透過管控其他風險因素（例如吸煙、高血壓、高血脂及體重的增加）來降低風險[25][26]。
- 會增加骨質疏鬆的風險，也會加速肺功能的下降[27][28]。
- 由於更年期的女士於晚上常有心煩、潮熱盜汗 的情況，以致難以入睡，常有失眠的問題[29]。
- 女性於更年期會急速衰老，皮膚失去光澤或彈性，更會出現色斑及皺紋[29]。

女性若在四十五歲以前就已進入更年期，會增加心臟病、死亡及和肺功能受損的風險。

## 成因

### 年齡
西方世界典型的更年期年齡（自然原因下，最後一次月經時的年齡）介於40歲至61歲之間，平均年齡為51歲。澳洲平均的更年期（因自然原因停經）年齡為51.7歲。印度和菲律賓自然更年期年齡的中位數為44歲。
在一些罕見的案例中，女性的卵巢很早就停止運作，停止運作的時間最早可能到青春期，也可能晚到40歲才不運作，這稱為卵巢早衰，會影響40歲女性中的1%至2%。
未診斷或是未治療的乳糜泻也是更年期提早的危險因子之一。乳糜泻的許多症狀和消化道無關，因為症狀不相關，大部份這類的病患沒有及時的確認及診斷，因此會有後續出現長期併發症的風險。嚴格的无麸质饮食可以減少此一風險。若患有乳糜泻的婦女早期診斷及治療，在生育期間的月經週期會和一般女性相同。
女性若曾接受保留卵巢的子宮切除術，其更年期會較預期時間提高3.7年開始。其他會讓更年期提早開始（約提早一至三年）的因子有吸烟及過瘦。

### 手術導致的更年期
若是手術切除兩側的卵巢（卵巢切除術），會造成更年期的出現，這類的手術常常（但不一定）和輸卵管切除術或子宮切除術一起進行。若是因為卵巢切除造成的更年期稱為「手术更年期」，性激素突然下降且完全降到零，常會造成嚴重的戒斷症狀，例如潮熱等。
若只子宮切除術，但仍保留卵巢，不會立刻造成更年期。

## 診斷
有一些可以評估更年期對女性影響的方式，例如格林更年期量表問卷、塞萬提斯量表（Cervantes scale）及更年期評分量表（Menopause rating scale）。

### 停經前期
停經前期（Premenopause）是從生殖激素水平開始降低，開始出現生殖激素不足的症狀起，往回推算到上一次月經之間的時間。停經前期的開始會早於月經的週期開始明顯不規則的時間。

### 近更年期
近更年期或更年期前期（Perimenopause），是指女性进入更年期完全停經前的一段時間，依照北美更年期學會的資訊，近更年期會持續四至八年。月經週期和排卵研究中心則認為近更年期會持續六至十年，會在最後一次月經往後算一年時結束。
近更年期時體內雌激素的濃度會比更年期多20%至30%，也會有較大的波動。雌激素的波動會讓近更年期的女性有類似更年期一様的身體變化，特别是更年期前期的最后一、两年。其中一些症狀包括潮熱、盜汗、不易入睡、情绪波动、陰道乾燥或萎縮、失禁、骨質疏鬆症及心臟疾病。這段時間的生育能力下降，但在正式進入更年期之前，都還不能假設沒有生育能力。正式進入更年期的時間是以最後一次月經之後十二個月為準。
近更年期的變化一般會在四十到五十歲之間開始（平均是47.5歲）。近更年期最多可能長達八年，女性多半（但不是絕對）會和其母親在類似的年齡開始近更年期及更年期
更年期意味著生育能力的結束，因此對一些女性可能會有失落感。而且當時女性生命中也可能會出現其他的壓力來源：
- 照顧年長的父母，或是父母過世
- 小孩離家後出現的空巢症候群（英语：Empty nest syndrome）
- 孫子孫女的出現，讓人從「中年」變成「年長者」（尤其是在一些較忽視年長者的文化中）

一些研究指出在，近更年期補充褪黑激素可以改善甲狀腺功能和促性腺激素水平，也可以恢復生育能力及月經一段時間，也可以預防更年期伴隨的抑鬱症。

### 停經後
停經後（Postmenopausal）是指女性至少十二個月沒有月經的情形（前提是女性有子宮，且沒有懷孕也沒有哺乳）。若是沒有子宮的女性，可以由血液檢查檢查是否有高濃度促卵泡激素（FSH）來判定。停經後是指女性最後一次月經出現之後的時期，也是卵巢變得不活躍之後的期。
要用12次月經才判斷停經後的原因是這段時間的月經週期多半已不太穩定。因此需要較長的時期以確認已經沒有月經。女性若沒有月經，一般會視為沒有生育能力，不過女性在這個時間點之前的幾年，其實懷孕的可能性就已經相當低（不過仍不為零）。
女性在停經後，其生殖激素仍會繼續下降而且波動，因此像潮熱等生殖激素不足的效應可能還需要幾年才會完全消失。
若在停經後有類似月經的分泌物，即使只是點狀的，都有可能是子宮內膜癌的症狀。

## 機制

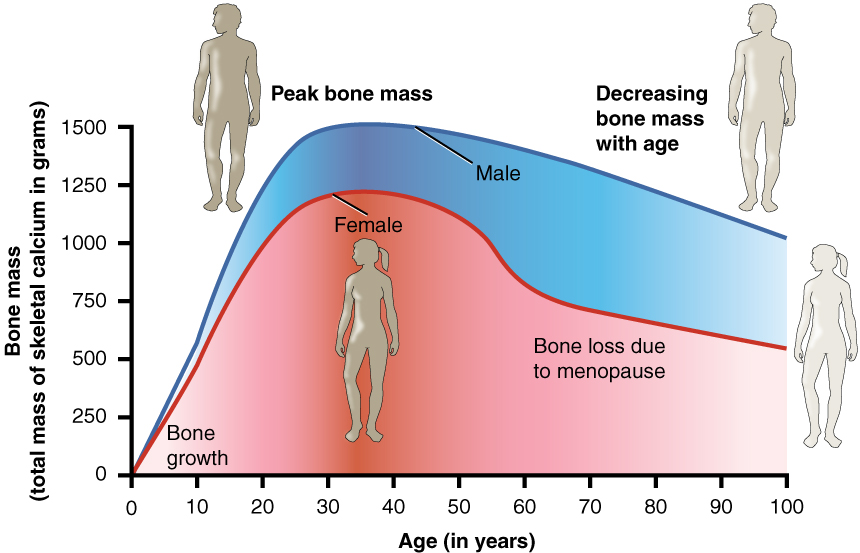
由於更年期女性激素變化造成的骨質流失

進入更年期以及更年期本身都是自然的變化，一般不算是疾病也不算是失調。進入更年期的原因是因為有限數量的卵母细胞（卵巢儲備）自然的消耗以及老化。不過一些情形會加速上述的變化，而且許多婦科手術都有加速的效果，例如子宮切除術（可能有進行卵巢切除術，也可能沒有）、子宮內膜去除術及子宫动脉栓塞。卵巢儲備的消耗會讓循環的促卵泡激素（FSH）及黄体生成素（LH）上昇，因為較少卵母细胞及卵泡可以在這些激素較高時分泌雌激素，調節其影響。
進入更年期有許多不同程度的影響。
進入更年期的階段可以依女性月經模式再配合垂體促卵泡激素（FSH）的含量分類。
較年輕的女性在月經週期時，垂體製造促卵泡激素及黄体生成素會控制卵巢，週期性分泌雌二醇、睾酮及孕酮。在進入更年期時，雌二醇的含量以及分泌量可能和之前差不多，或是略高，但其週期會變短或是不規則。雌二醇量的上昇常常可量測到，一般假設是促卵泡激素上昇的影響，促卵泡激素上昇也假設是抑制素回授量的減少所造成。而在子宮切除術後抑制素回授量的減少也假設是因為增加卵巢刺激以及之前的更年期
進入更年期的特徵是促卵泡激素及雌二醇水平的顯著變化（而且多半是劇烈變化），因此這些這些激素的量測不是女性確切進入更年期與否的可靠依據。
更年期的出現是因為卵巢分泌的雌二醇及孕酮顯著減少所造成。在更年期後，雌二醇主要是由脂肪組織中的芳香酶分泌，而像卵巢、骨骼、血管也會少量分泌，腦部也會少量分泌，不過只有局部性的影響。更年期循環雌二醇水平的大幅下降會影響從從腦到皮膚的許多組織。
女性在更年期時雌二醇水平會突然下降，但總睾酮及游離睾酮水平，以及硫酸去氫表雄脂酮（DHEAS）及雄烯二酮水平是依年齢持續的降低。沒有看到更年期時循環雄激素變化的情形。因此更年期時的特定組織變化不是雄激素分泌量減少所造成。
進入更年期時，也常會伴隨潮熱及其他血管舒縮的症狀。許多來源聲稱這是因為進入更年期時，雌激素降低所造成，不過1935年時發現上述的說法有誤，而且大部份的情形下，潮熱是伴隨著雌激素昇高的症狀。上述現象的原因還不清楚，目前推測的可能原因是月經週期雌二醇較多且不穩定變化所造成，FSH水平的上昇，可能表示是因為沒有抑制素回授造成的下丘腦失調。也發現到在停經前期以及最後一次月經的潮熱現象不同，有可能是因為不同的機制所造成的。
更年期的長期影響包括骨質疏鬆症、萎缩性阴道炎以及代謝變化造成的心臟疾病風險。

### 卵巢老化
子宮切除術以後，抑制素回授的減少可能會增加卵巢的刺激，也會造成更年期的提早出現。子宫内膜消融之後，卵巢的老化會變快。很難證明這個手術就是加快卵巢老化的主因，不過有推測認為子宮內膜會製造内分泌因子，可以促进内分泌反馈和调节卵巢刺激。沒有這些因子就會卵巢儲備減少得更快。子宫切除术和子宫动脉栓塞後，可能會造成卵巢血液的減少，也有可能是加速卵巢老化的原因之一。
DNA修復機制的受損也可能讓女性在老化過程中，提早將卵巢儲備消耗掉。隨著女性的成長，双链断裂會漸漸累積在原始卵泡的DNA中。原始卵泡是未成熟的原代卵母细胞，被單層的颗粒细胞所包圍。卵母细胞中的酶系统會修復DNA的双链断裂，這種修復機制稱為「同源重組修復」，在减数分裂过程中特别有效。减数分裂是所有有性真核生物中，形成生殖细胞的常見过程，可以有效的修復生殖细胞DNA的破壞。
人类原始卵母细胞會在减数分裂中的中間階段出現，稱為prophase I（參見卵子發生）。四個關鍵DNA修復基因的表達在减数分裂中的同源重組修復是必要的（BRCA1, MRE11, Rad51及ATM），但這些基因表達會隨著卵母细胞的老化而減少。修復DNA双链断裂的能力會隨年齡而減少，可以視為是因為損傷的累積而造成，而這也使得卵巢儲備被消耗掉。

## 處置
更年期是女性生命的階段之一，不是疾病也不是失調，因此一般而言不需要進行治療。不過若更年期時在生理、心理或情緒上的變化太大，嚴重影響到更年期女性的生活，可以用一些姑息性药物治疗。

### 激素替代療法
對於更年期女性的激素替代療法（HRT）會針對沒有子宮的女性使用雌激素，有完整子宮的女性使用雌激素及黄体制剂。
激素替代療法可以用來治療更年期的一些症狀，例如潮熱，是最有效的治療方式。不過會增加中風及血栓的風險。若用來治療更年期的相關症狀，有些資料建議時間越短越好，且劑量越少越好。目前還很少支持長期使用的證據。
激素替代療法似乎可以避免骨質流失以及骨質疏鬆症，不過一般只建議針對有顯著風險，而且其他治療方式無效時才使用。
有些女性不適合進行激素替代療法，例如心血管疾病或血栓栓塞性疾病风险較高的女性（例如肥胖或是曾有過静脉血栓），或是特定癌症風險較高的女性。有研究者指出激素替代療法有可能會增加乳癌的風険。
在激素替代療法中加入睾酮對於更年期女性的性功能有正面的幫助，不過會有毛髮生長、痤疮和高密度脂蛋白（HDL）胆固醇降低的副作用，副作用視睾酮的劑量和使用方式而定。

### 選擇性雌激素受體調節物
選擇性雌激素受體調節物（SERM）是一種人工合成或是從植物提煉的藥物，可以
選擇性的成為雌激素受体的激动剂或拮抗剂，進行調節作用。最常見的有雷洛昔芬及諾瓦得士。雷洛昔芬在骨骼和脂质表现出雌激素激动剂活性，在乳腺和子宫内膜具有拮抗作用。諾瓦得士廣泛用在激素選擇性的乳癌。雷洛昔芬可以预防绝经后骨质疏松妇女的脊椎骨折，并降低侵袭性乳腺癌的风险。

### 其他藥物
有些选择性5-羟色胺再摄取抑制剂（SSRI）及5-羟色胺和去甲肾上腺素再摄取抑制剂（SNRI）可能可以有緩解症狀的效果。低劑量帕罗西汀已被FDA核可用在和更年期有關的中等到重度的血管舒缩症状。不過和睡眠的問題有關。
加巴喷丁或可乐定也可能有幫助，但效果不如激素療法。可乐定可能和便秘和睡眠问题有關。

### 替代療法
針對更年期的症狀，有許多的替代療法，不過許多替代療法還需要其症狀改善的科學實證及科學研究。大豆異黃酮可以減少潮熱以及陰道乾燥的問題。目前有關像香豆雌酚及Femarelle等植物雌激素的助益，以及非植物雌激素的黑升麻的助益，目前的科學實證無法支持這些療法的助益。到2011年為止，也沒有科學實證支持草藥或是膳食補充品可以預防或是改善更年期的情緒變化。
至2013年為止還沒有科學實證支持針灸在減緩更年期症狀上的應用。2016的考科藍綜述中，針對，比較中藥和安慰劑在血管舒縮症狀的效果，兩者之間沒有明顯的差異。

### 其他治療
- 在近更年期以及更年期時，都常會有陰道乾燥缺乏潤滑的情形。若是陰道普遍性的乾燥，可以用陰道乳霜改善。若是在性交時因為陰道乾燥造成的問題，則可以用人體潤滑劑改善潤滑不足的問題。值得一提的是陰道乳霜及人體潤滑劑是為了改善不同問題而出現的不同產品：有些女性反應她們的陰部因為整天乾燥而不適，使用陰道乳霜會較有幫助。若只需要在性交時使用，使用潤滑劑即可。
- 低劑量處方的陰道雌激素產品（例如雌激素乳膏）一般而言是安全的局部給予雌激素的方式，可以改善陰道變薄及乾燥問題（參考萎缩性阴道炎），只會讓血液中的雌激素有少量的增加。
- 在改善潮熱問題上，有些生活方式的調整，例如喝冷飲、待在涼快的房間、使用風扇、避免穿過多的衣服、以及避免像熱飲或是辛辣食物等熱刺激的作法，在一些女性身上可以取代部份藥物的效果，甚至可不需再針對潮熱問題服藥。
- 更年期是非常具有挑戰性的過渡階段，因此個別協談或是支持團體有時可以幫助女性處理其傷心、焦慮及困惑的感覺。
- 骨質疏鬆症可以透過戒烟、攝取维生素D及規律的負重運動來降低其影響。若是曾經骨折或有骨質疏鬆症的女性，双磷酸药物（英语：Bisphosphonate）阿仑膦酸盐（英语：alendronate）可以降低骨质疏松的风险，但若對於只有骨質疏鬆症的女性幫助較小[82]。

## 社會和文化
女性所在地區的文化，會對其面對更年期的方式有很大的影響。更年期曾被描述為一種主觀的經驗，社會及文化的因素會對於有關更年期的體驗及認知有很大的影響。
在美國，社會地位會影響女性對於更年期以及其相關生理變化的認知。研究指出女性可能會將更年期視為是醫療問題，也可能會視為是預期的生理變化，而這和其社會經驗地位有關。女性對於更年期的認知會影響看待更年期的方式：女性若將更年期視為是醫學上的症狀，其對更年期的觀感會比視為是生活轉變或老化象徵的女性更差。
種族及地理環境會明顯影響對更年期的體驗。美國不同種族的女性對更年期的反應就有很大的差異。有一個研究發高加索裔女性比較容易將更年期視為是身心症状，而非洲裔的女性比較多提到其血管舒缩的症状。
日本女性對更年期的反應則和美國女性不同。日本女性反應有潮熱及盜汗問題的較少，這可能和一些生理及心理的原因有關。歷史上，日本女性的「更年期」會和日本富有的中產階級婦女有關，換句話說，是一種「富裕病」，是传统农村家庭的妇女没有报告的。日本女性會將停經視為是老化過程中不可逆的現象，而不是像需要治療或是管理的「荷爾蒙分泌不足」症狀。
在日本文化中，反應血管舒缩的比例正在增加當中，Melissa Melby在2005年的研究指出在140位參與研究的日本受試者中，有22.1%有出現潮熱的問題，大約是二十年前的兩倍。確切的原因還不清楚，不過可能原因可能包括飲食習慣的明顯改變、中年婦女接受醫療比例的增加、以及媒體對此一議題的關注。不過反應血管舒缩問題的比例仍遠少於北美的情形。
另外，大部份北美的婦女對更年期的觀感比較負面，認為是機能恶化或衰退的階段。有些研究指出一些亞洲文化下的女性對更年期有不同的見解，強調更年期是一種解放，可以免於可能懷孕的風險。更年期的印度婦女可以進入印度教的寺廟，並且參與儀式，意味著更年期是已达到有智慧和经验年紀的庆祝儀式。
若從這些結論出發，有一個研究指出許多美國女性「開始將更年期視為是一種解放及自我實現」。

### 醫療化
更年期的醫療化（也就是用醫學方式處理更年期症狀）是在十九世紀初開始，影響了社會對更年期的認知。在1930年代的北美及歐洲，一些醫療人士開始認為更年期是「類似於疾病」的狀態。這個概念和「人體標準化」的概念相吻合，相較於其他年齡的女性，將年輕的、更年期前女性的身體視為是「正常」。

## 男性更年期
所謂的「男性更年期」（andropause）本身有其爭議性。大眾對於「男性更年期」的關注是源於1998年由心理學家傑德·戴蒙所著的《Male Menopause》。依照戴蒙的觀點，「男性更年期」是中年男性生活的轉變，其中包括荷爾蒙、心理、生理、人際、社交、性以及精神等不同的層面。戴蒙認為所有男性都會有這些轉變，有些早在45至50歲就會出現，有些人在70歲之後會有顯著變化，而且他認為「男性更年期」和女性更年期出現的現象有些類似之處。醫學社群不接受「男性更年期」醫學方面的論點，也不接受其生理現象和女性更年期有相似之處的說法，女性在進入更年期時，其荷爾蒙會突然停止分泌，而男性的荷爾蒙在中年時會以每年減低不到2%的比例漸漸減少，不會有明顯的症狀，兩者是不同的。
Thomas Perls和David J. Handelsman在2015年《美国老年病学会期刊》的社論中認為，因為診斷本身不容易定義、藥廠推廣睾固酮和人类生长激素的宣傳及廣告，再加上營養補充品公司販售針對各種年長者的營養補充品，相關的症狀其實是過度診斷及過度醫療。Perls和Handelsman指出，「美國睾固酮的銷量由2002年的3.24億美元到2012年的20億美元，睾固酮處方的數量由2007年的一億美元到2012年的五億美元，這些還不包括复合药店、互联网和直接销售給病患的金額。」
男性的遲發型性腺功能低下症是因睪固酮相當少而出現的疾病，伴隨著性慾及性功能的影響，不過這是老年男性中的罕見疾病。

## 外部連結
- 2012 東華三院：越半「更」精彩 - 更年期社區教育計劃 （页面存档备份，存于）
- 香港家庭計劃指導會